# HQ-64
Хунци-64 или HQ-64 (кит. упр. 红旗七号, пиньинь hóngqí qī hào, палл. хунци ци хао, буквально: «Красное знамя-64», экспортное обозначение — LY-60) — китайский зенитно-ракетный комплекс (ЗРК) малого радиуса действия.
Существует авиационный вариант ракеты — PL-10.

## Характеристики
- 4 ракеты на ПУ
- Радар Х диапазона
- Масса ракеты 220 кг
- БЧ 35 кг
- Длина 3,72 м
- Диаметр 200 мм
- Дальность 20 км
- Высота 15-5000 м